# Josef Šnejdárek
Josef Šnejdárek (2. dubna 1875 Napajedla – 13. května 1945 Casablanca) byl český armádní důstojník, účastník první světové války, sedmidenní války o Těšínsko a bojů na Slovensku proti Maďarské republice rad.

## Mládí, legie a Velká válka
Josef Šnejdárek se narodil v Napajedlích v rodině poštovního úředníka Josefa Schneidárka a jeho manželky Marie, rozené Vondrákové. Oba rodiče pocházeli z Jičína. Protože mu velice brzy zemřela matka a otce tato skutečnost psychicky zlomila, vyrůstal u svých prarodičů z matčiny strany v Jičíně ve Vodarském mlýně. Podle vyprávění se mladý Josef ve 13 letech rozhodl stát pašou v Cařihradu, utekl ze školy a dostal se až do Terstu, kde mu došly peníze, a odkud ho posléze vyzvedl strýc. Po absolvování kadetní školy vstoupil do rakousko-uherské armády. Sloužil v Budapešti a Innsbrucku, neobvykle rychle dosáhl hodnosti poručíka. Z rakousko-uherské armády odešel a jako vojín vstoupil do francouzské Cizinecké legie, v jejíchž řadách se zúčastnil bojů v severní Africe.
V Cizinecké legii dosáhl hodnosti adjudant (přibližně rotmistr) a po absolvování školy pro důstojníky pěchoty v Saint-Maixent se stal roku 1907 důstojníkem u pluku alžírských střelců francouzské koloniální armády.
V první světové válce Šnejdárek bojoval na západní frontě, dosáhl hodnosti majora, byl několikrát raněn a vyznamenán. Působil v Československých legiích ve Francii.

## Československo

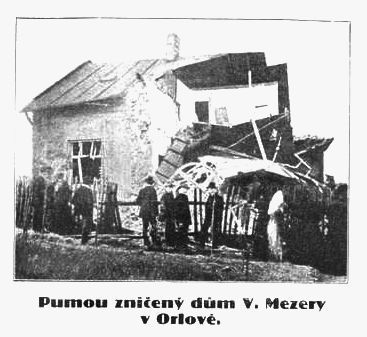
Dům ředitele spořitelny V. Mezery v Orlové po nezdařeném atentátu na Josefa Šnejdárka

Roku 1919 se Šnejdárek (jako francouzský občan) vrátil do Československa. Stal se velitelem československých vojsk operujících na Těšínsku a vedl československou armádu v sedmidenní válce s Polskem.
15. května 1920 se pokusili dva členové polské vojenské organizace Polska Organizacja Wojskowa z rozkazu jejího vedení Šnejdárka zavraždit. Šnejdárek v té době bydlel v Orlové, v bytě svého přítele ředitele spořitelny Mezery. Atentát se nezdařil – bomba údajně umístěná pod Šnejdárkovou postelí sice vybuchla, ale poškozen byl pouze dům.

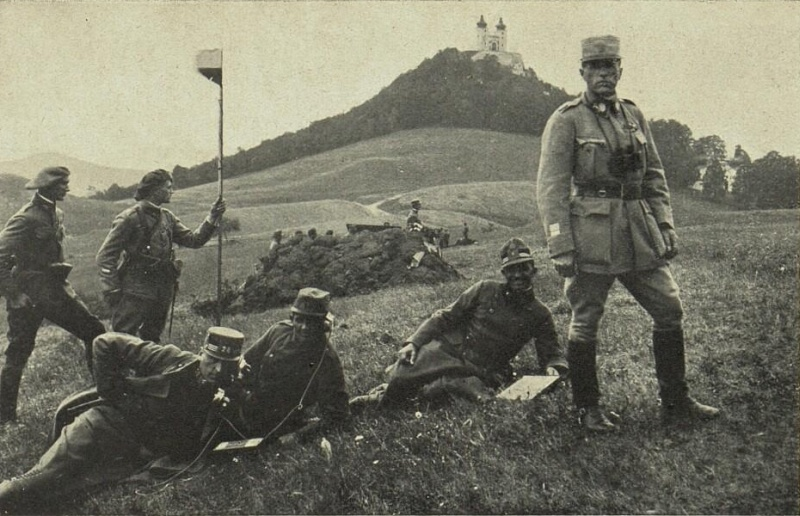
Josef Šnejdárek před Kalvárií v Banské Štiavnici v červnu 1919

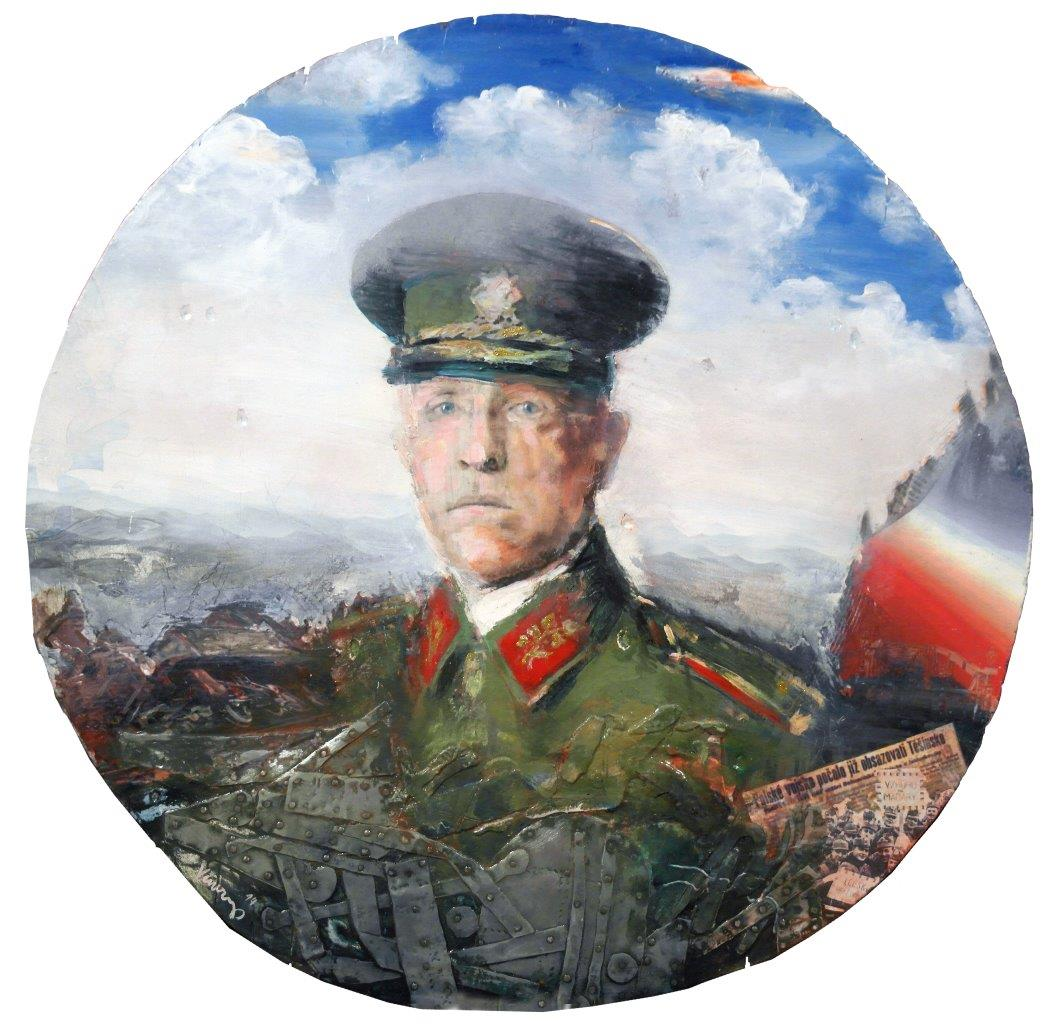
„Generál Josef Šnejdárek“; autor: Pavel Vavrys; 2014; malba na dřevě – kruhový „střelecký terč“ o průměru 85 cm; z cyklu Česká paměť

Poté se stal velitelem divize v bojích proti Maďarské republice rad na Slovensku, kde zvítězil v bitvě o Zvolen a jeho vojska postupně obsadila část bývalých Uher. Nicméně až v roce 1927 Šnejdárek formálně odešel z francouzské armády a vstoupil do československé armády.
V československé armádě byl Šnejdárek jmenován armádním generálem a zemským vojenským velitelem na Slovensku. V roce 1932 dal rozkaz k opevnění bratislavské Petržalky betonovými bunkry. V letech 1933–1935 zde vyrostlo 9 objektů. V polovině 30. let byl penzionován.

## Konec života
Roku 1939 Šnejdárek odešel do Francie. Po obsazení Francie odešel do severní Afriky, kde i zemřel. Jeho ostatky byly v roce 1996 přeneseny z Casablanky do rodinného hrobu v Napajedlích.
V roce 1939 publikoval svou autobiografii nazvanou Co jsem prožil. Ta byla vydána znovu v roce 1994 pod názvem Pochoduj, nebo zemři! a poté ještě jednou roku 2020 opět jako Co jsem prožil.

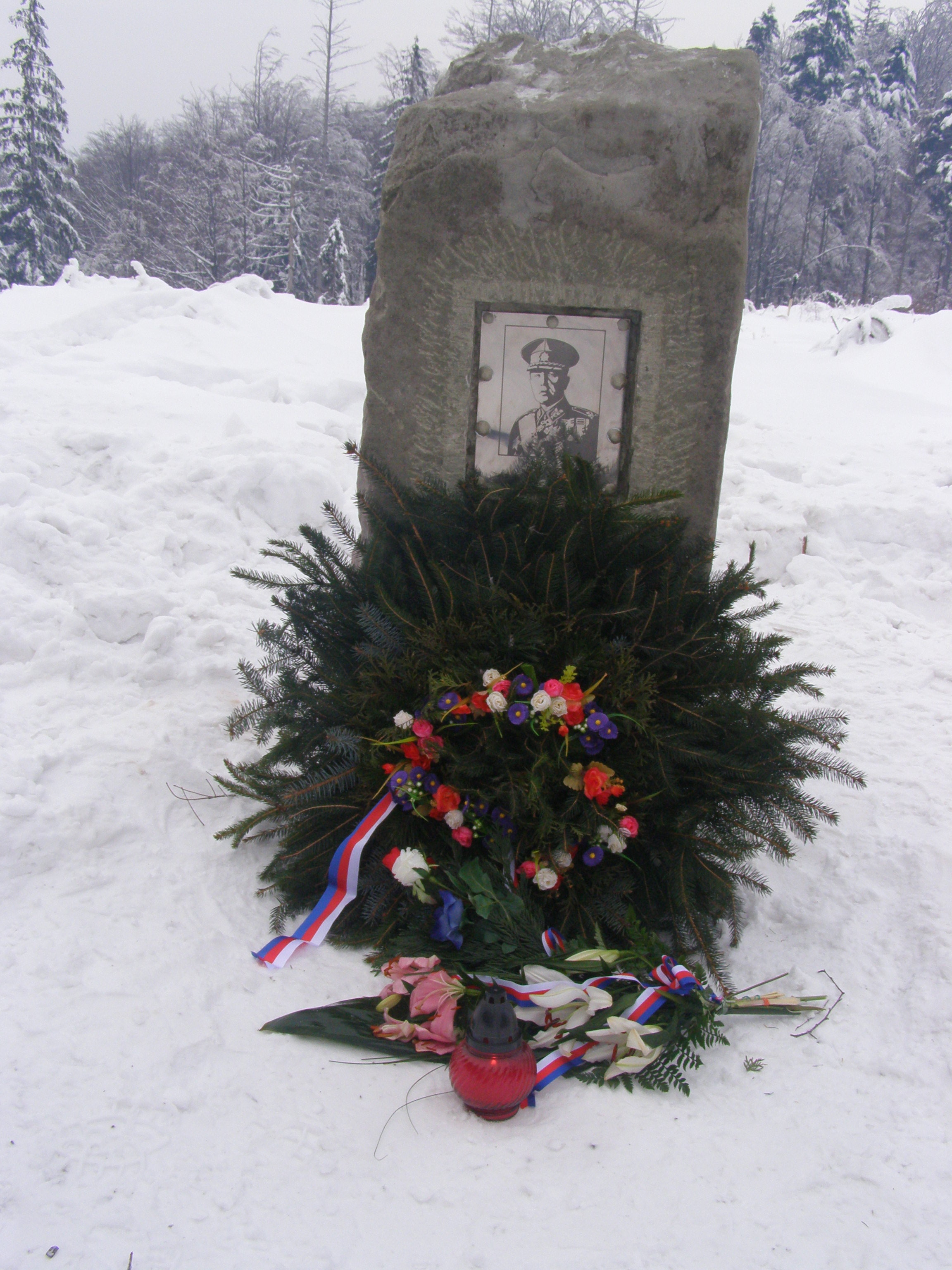
Obnovený Obelisk Armádního generála Šnejdárka na hoře Polední u Bystřice nad Olší

## Památník legionářů na Těšínsku
V předvečer 28. října 2012 byl na vrcholu hory Polední nad Bystřicí vztyčen členy Československé obce legionářské Obelisk generálu Šnejdárkovi. Proti vztyčení tohoto obelisku ostře protestoval Josef Szymeczek, předseda Kongresu Poláků v České republice, který označil Šnejdárka za „symbol pokoření polského národa“. Třinecký archivář Stanisław Zahradnik při této příležitosti uvedl, že „Josef Šnejdárek „osvobozoval“ polské těšínské Slezsko za pomoci bajonetů českých legionářů, pronásledování místního obyvatelstva a dokonce vraždění“. Do sporu se zapojil i polský konzulát v Ostravě.
V prosinci téhož roku neznámý vandal obelisk poničil. Josef Szymeczek přes svůj nesouhlas se vztyčením obelisku prohlásil jeho poničení za barbarství a srovnal jej s ničením polských nápisů vandaly v české části Těšínska.
27. ledna 2013 byl obelisk slavnostně obnoven členy Klubu vojenské historie I. prapor Ostrava. Na obelisk byla osazena nová pamětní deska a byl očištěn od grafiti.

### Josef Šnejdárek v datech
- 2. dubna 1875 narozen v Napajedlech,
- ? – vyloučen z gymnázia,
- 1891 – ukončení gymnázia,
- 1891– dobrovolník v turecké armádě, bojuje proti Řekům,
- 24. leden 1899 – vstup do Cizinecké legie,
- 1905 – nabyl francouzské občanství,
- 1906 – nástup do pěchotní školy v Saint-Maixent École,
- 1907 – ukončení školy v hodnosti poručíka,[11]
- 17. listopad 1917 – instruktor České národní rady, Československé legie,
- 26. prosinec 1918 – velení 22. střeleckého pluku v Padově,
- 1919 – návrat do Československa,
- leden 1919 – inspektor pro severní Moravu a Slezsko,[11]
- 17. leden 1919 – vrchní velitel čs. vojsk na Těšínsku, povýšen do hodnosti podplukovníka,
- 23. únor 1919 – povýšen do hodnosti plukovníka,
- 31. květen 1919 – velitel 2. pěší divize,
- září 1919 – vojenský velitel Prahy,
- 15. květen 1920 – pokus o atentát na J. Šnejdárka,
- 19. listopad 1920 – propůjčení hodnosti generála 1. třídy,
- 29. prosinec 1920 – velitel 9. pěší divize Olomouc,
- prosinec 1924 – velitel 11. pěší divize Košice,
- 1926 – povýšen do hodnosti divizního generála,
- 1927 – formální výstup z francouzské armády a vstup do československé armády, přijetí československé státní příslušnosti,
- 30. 11. 1930 – jmenován armádním generálem a zemským vojenským velitelem na Slovensku,[11]
- 1932 – vydal rozkaz k opevnění Petržalky,
- 1. 7. 1935 – penzionován,[11]
- 1. června 1939 – odchod do exilu ve Francii,
- 13. května 1945 – zemřel v Casablance,
- 1996 – přeneseny ostatky J. Šnejdárka do rodných Napajedel,
- 11. listopadu 2008 – Kříž obrany státu in memoriam,[12]

## Vyznamenání
|  | Croix de guerre 1914-1918 s palmou                        |
|  | Croix de guerre TOE                                       |
|  | Koloniální medaile se sponami Alžír a Sahara              |
|  | Pamětní marocká medaile                                   |
|  | Tuniský řád Nichan Iftikhar, IV. třída                    |
|  | Řád čestné legie, V. třídy – rytíř                        |
|  | Francouzská medaile za zranění                            |
|  | Československý válečný kříž 1914-1918 s lipovou ratolestí |
|  | Řád čestné legie, IV. třídy – důstojník                   |
|  | Československá medaile Vítězství                          |
|  | Československá revoluční medaile                          |
|  | Řád sv. Michala a sv. Jiří, III. třídy                    |
|  | Řád italské koruny. III. třídy – komandér                 |
|  | Řád svatého Sávy, II. třídy                               |
|  | Řád rumunské hvězdy, I. třídy s meči                      |
|  | Řád Ouissam Alaouite, II. třídy                           |
|  | Verdunská pamětní medaile                                 |
|  | Řád čestné legie, III. třídy – komandér                   |
|  | Řád rumunské koruny, I. třídy s meči                      |
|  | Kříž obrany státu, 2008, In memoriam                      |